# Eleccions municipals de 2019 a la Febró
Les eleccions municipals de 2019 a la Febró van ser unes eleccions locals que es van celebrar el diumenge 26 de maig de 2019 a la Febró, al Baix Camp, com a part de les eleccions municipals espanyoles. Es van triar els 3 regidors de l'Ajuntament de la Febró.

## Sistema electoral
Les eleccions als ajuntaments de l'Estat espanyol estan fixades per celebrar-se el quart diumenge de maig cada quatre anys. El sistema electoral fa servir la regla D'Hondt amb representació proporcional, llistes tancades i una barrera electoral del 5% dels vots vàlids, que inclou els vots en blanc. La votació per a l'assemblea local es basa en el sufragi universal.
En les eleccions municipals, la circumscripció electoral és en l'àmbit municipal i el nombre d'escons (o sigui, regidors) a triar del municipi es determina en funció del nombre d'habitants censats en aquest municipi. En el cas de la Febró, en tenir 38 persones censades, l'hi correspon 3 regidors.

## Candidatures
El 30 d'abril del mateix any, la Junta Electoral de Zona de Valls va proclamar les dues candidatures del municipi de la Febró en el Butlletí Oficial de la Província de Tarragona.
1. Acord la Febró-Acord Municipal (ALF -AM)
2. Partit dels Socialistes de Catalunya-Candidatura de Progrés (PSC-CP)

## Jornada electoral

### Constitució de les meses
En aquell moment, la Febró tenia una població de 42 habitants, dels quals 38 persones van ser cridades a votar a una de les urnes de les 1 meses que es van constituir al municipi.

### Participació
La participació en aquestes eleccions va ser de 92,1%, el qual cosa implica que un total de 35 ciutadans del municipi van decidir exercir el seu dret a vot. Comparant aquesta participació amb la mitjana catalana, la Febró ha registrat una xifra notablement alta, situant-se en 27,3 punts percentuals per sobre.
A continuació, es presenta una taula amb els percentatges de participació registrats a diferents hores del dia de les eleccions:
| Hores              | la Febró       |
| ------------------ | -------------- |
| Participació (14h) | 39,5% ( 1,6%)  |
| Participació (18h) | 63,2% ( 1,6%)  |
| Participació (20h) | 92,1% ( 17,7%) |